# 소련 국가상

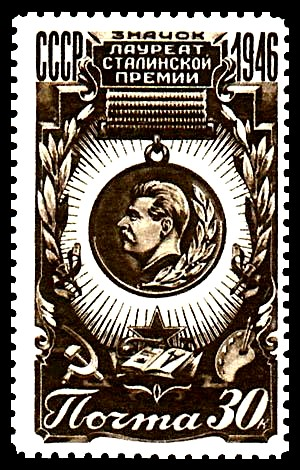
스탈린상 배지

소련 국가상(러시아어: Госуда́рственная пре́мия СССР)은 소련의 국가 최고상이다. 최고의 상으로 시기에 따라 변천이 있었다.
- 1925년 - 1935년, 1957년 - 1991년: 레닌상
- 1940년 - 1954년: 스탈린 국가상 (스탈린상)
- 1964년 - 1991년: 소련 국가상